# عشب الحبل الناعم
عشب الحبل الناعم أو إسبارتينا متعددة الأوراق (الاسم العلمي: Spartina alterniflora) (بالإنجليزية: Smooth Cordgrass)‏ هو نوع من النباتات يتبع جنس عشب الحبل من الفصيلة النجيلية. وهو عشب شرس، يغزو وينمو في الأراضي السبخة المالحة، وموطنه الأصلي شرقي أمريكا الشمالية. وقد استُقدم إلى الصين في عام 1979؛ لقدرة جذوره على احتجاز الرواسب، مما يجعله مثاليًا لمنع تآكل التربة واستصلاح الأراضي.